# کیم دلنی
کیم دلنی (انگلیسی: Kim Delaney؛ زاده ۲۹ نوامبر ۱۹۶۱) یک هنرپیشه، و مانکن (فرد) اهل ایالات متحده آمریکا است. وی از سال ۱۹۸۱ میلادی تاکنون مشغول فعالیت بوده‌است.